# Kaakkurilampi
Kaakkurilampi är en sjö i Pajala kommun i Norrbotten och ingår i Torneälvens huvudavrinningsområde.